# Albert Iten
Albert Iten (ur. 27 maja 1962 w Zurychu) – szwajcarski kolarz górski i przełajowy, złoty medalista mistrzostw świata i trzykrotny medalista mistrzostw Europy MTB.

## Kariera
Największy sukces w karierze Albert Iten osiągnął w 1991 roku, kiedy podczas mistrzostw świata w Ciocco zdobył złoty medal w downhillu. W zawodach tych wyprzedził bezpośrednio dwóch Amerykanów: Johna Tomaca oraz Glena Adamsa. Był to jedyny medal wywalczony przez Szwajcara na międzynarodowej imprezie tej rangi. Trzy lata później zdobył także złoty medal w cross-country podczas mistrzostw Europy w Métabief. Na mistrzostwach Europy w kolarstwie górskim zdobył także dwa medale w downhillu: srebrny na ME w Mölbrücke w 1992 roku i brązowy na ME w Bourboule rok wcześniej. Startował także w kolarstwie przełajowym, zdobywając między innymi brązowy medal mistrzostw Szwajcarii w 1993 roku. Nigdy nie zdobył medalu na mistrzostwach świata w kolarstwie przełajowym. Nigdy też nie brał udziału w igrzyskach olimpijskich.